# Пьер II де Бофремон
Пьер II де Бофремон (фр. Pierre II de Bauffremont; 1662 — 28 августа 1685, Париж), маркиз де Листене и Клерво — французский военный деятель.

## Биография
Сын Шарля-Луи де Бофремона, маркиза де Мексимьё, Листене и Клерво, и Луизы-Франсуазы де Вьен де Бофремон, маркизы де Листене.
Виконт де Мариньи, сеньор и барон де Се, и прочее. 
Ребенком воспитывался вместе с королем Карлом II Испанским. Вернулся во Франш-Конте после завоевания графства французами. Людовик XIV дал ему под командование пехотный и драгунский полки его старшего брата Клода-Поля де Бофремона, смертельно раненого в битве при Сен-Франсуа, назначил великим бальи Аваля и почетным дворянином Дольского парламента.
Пьер де Бофремон отличился во главе своего драгунского полка в сражении при Рейнфельсе 6 июля 1678, атаковав имперцев вместе с полками короля и королевы, и, несмотря на жестокий и продолжительный мушкетный огонь, выбил противника из окопов. Стал наследником семейных владений после смерти брата Жана-Батиста-Жозефа-Иасента де Бофремона, и умер в Париже в возрасте 23 лет, успев заслужить репутацию умелого воина во фландрских и германских кампаниях.

## Семья
Жена (04.1681): Мари де Барр, единственная дочь Бернара де Барра, маркиза де Мирбо, и Антуанетты де Боклер
Дети:
- Жак-Антуан де Бофремон (ум. 24.09.1710), маркиз де Листене и Клерво. Жена (1706): Луиза-Франсуаза де Майи, дочь графа Луи де Майи и Мари-Анны-Франсуазы де Сент-Эрмин
- маркиз Луи-Бенин де Бофремон (1685—1755). Жена (1712): принцесса Элен де Куртене (1689—1768), дочь принца Луи-Шарля де Куртене и Элен де Безансон